# Zisterzienserinnenabtei Mariendaal (Utrecht)
Die Zisterzienserinnenabtei Mariendaal war von 1244 bis 1579 ein Kloster der Zisterzienserinnen in Utrecht, Provinz Utrecht in den Niederlanden.

## Geschichte
Ein Utrechter Kanoniker gründete 1544 vor den Toren der Stadt an der Utrechtse Vecht in Zuilen (heute Stadtteil von Utrecht) das Nonnenstift Mariendaal (Mariental), das zuerst mit Schwestern aus der Zisterzienserinnenabtei Sankt Servatius besiedelt wurde, aber schon bald fähig war, zur Besiedelung der Klöster Leeuwenhorst und Nieuw-Mariëndaal beizutragen. Das Stift unterstand der Aufsicht von Kloster Kamp. 1579 wurde das Kloster in ein protestantisches Damenstift der Ritterschaft umgewandelt und bestand als solches bis 1795.